# Автогазовый выключатель
Автога́зовый выключа́тель — высоковольтный коммутационный электротехнический аппарат, предназначенный для оперативного включения и выключения (коммутации) силового электрооборудования. В отличие от других типов выключателей гашение электрической дуги осуществляется газами, генерируемыми деталями самого выключателя.

## Принцип действия
Главным свойством всякого выключателя является его способность производить операции включения и отключения под нагрузкой в нормальном режиме и иногда при аварийных режимах (в отличие от разъединителя) без повреждений подключённого оборудования и самого выключателя. Это свойство, в первую очередь, связано с гашением электрической дуги, неизбежно возникающей при размыкании контактов, особенно при коммутации индуктивной нагрузки. Быстрое гашение дуги необходимо для предотвращения разрушения и износа (обгорания) контактов выключателя от термического действия дуги.

Автогазовый выключатель нагрузки

По способу гашения дуги существуют несколько типов выключателей, обычно на способ гашения дуги указывает название выключателя.
Автогазовый выключатель (или газогенерирующий) — выключатель, гашение дуги в котором осуществляется с помощью газов, образующихся при отключении. Каждая коммутационная пара контактов выключателя имеет пластмассовую камеру, внутри полости которой расположен неподвижный дугогасительный контакт. В камеру входит подвижный дугогасительный серповидный контакт. При размыкании дугогасительного контакта и зажигании в камере дуги, расположенный внутри камеры вкладыш (из полиметилметакрилата, вулканизированной фибры или мочевиноформальдегидной смолы) под тепловым действием дуги химически разлагается и выделяет поток газов, интенсивно гасящий дугу. Образующийся поток газов, выходящий из камеры, является продольным к оси дуги (так называемое «продольное дутьё»).
Совместно с дугогасительной парой контактов каждый полюс снабжён парой главных контактов и, во включённом положении, ток в основном проходит по главным контактам (которые рассчитаны на прохождение номинального тока в долговременном режиме), шунтируя дугогасительные контакты. Последовательность коммутации контактов в выключателе при включении: первоначально замыкаются дугогасительные контакты (при этом происходит гашение дуги при включении), затем после замыкания дугогасительной пары контактов включаются основные, при отключении сначала размыкаются главные, затем (с гашением дуги) — дугогасительные.
Автогазовые выключатели выпускаются в виде так называемых «выключателей нагрузок» (то есть, выключателей, предназначенных только для коммутаций нагрузок под номинальным током, но не для отключения сверхтоков и токов короткого замыкания). Отключение нагрузки при аварии осуществляется специальными плавкими предохранителями с кварцевым наполнением (например, типов ПК, ПКТ). Коммутация этих выключателей производится обычно ручным приводом с помощью мускульной силы (включение либо от предварительно натягиваемой пружины привода во время процесса включения, либо непосредственное включение от приводного рычага; отключение — от предварительно натягиваемой пружины отключения). В качестве дополнительных элементов выключатель может быть снабжён ножами заземления (с приводом), устройством дистанционного отключения, слаботочными сигнальными контактами (положения выключателя и контроля исправности плавких вставок предохранителей).

### Применение
Выключатели нагрузки автогазового типа имеют большое распространение в сетях России и СНГ и устанавливаются в подстанциях и распределительных устройствах сетей 6—10 кВ с изолированной нейтралью, где коммутация разъединителем действующими правилами по устройству электроустановок запрещена, а установка другого типа выключателя экономически нецелесообразна. В связи с тем, что выключатели автогазового типа имеют самую низкую стоимость в своём ценовом диапазоне, в установках от 630 кВА до нескольких МВА, не имеющих специальных требований (бытовые потребители и пр.) устанавливаются именно этот тип выключателей.
Так, по правилам ПТЭ и ТБ («Правила технической безопасности при эксплуатации потребителей» Э1-5-23) трансформаторы выше 750 кВА на холостом ходу не должны коммутироваться разъединителем, то здесь чаще применяется автогазовый выключатель нагрузки.

### Преимущества
- простота в эксплуатации;
- этот тип выключателей давно эксплуатируется на объектах энергосистемы;
- низкая стоимость;
- высокая ремонтнопригодность и невысокие требования к квалификации ремонтного персонала;
- низкая стоимость заменяемых частей;
- возможность крайне простой и надёжной защиты оборудования — с помощью одноразовых предохранителей с наполнением из кварцевого песка.

Кроме того конструкция автогазовых выключателей предусматривает наличие т. н. «видимого разрыва» силовой цепи (возможность визуального контроля положения контактной системы, требуемая правилами техники безопасности), при этом нет необходимости устанавливать последовательно дополнительный разъединитель для безопасной работы на оборудовании, что ещё более удешевляет распредустройство с автогазовым выключателем (в большинстве остальных конструкций выключателей исключается визуальный контроль положения контактной системы и необходимо наличие «видимого разрыва» в виде дополнительных разъединителей либо силовых штепсельных контактов аппарата).

### Недостатки
Недостатком автогазового выключателя является его ограниченный ресурс работы, связанный с постепенным выгоранием газогенерирующих деталей, при этом и газогенерирующие элементы и дугогасящие пары контактов являются легко заменяемыми и недорогими деталями.
Сейчас (2014 г.) выключатели нагрузки автогазового типа признаются морально устаревшими и при реконструкции подстанций заменяются вакуумными выключателями нагрузки.